# Chaillevois
Chaillevois é uma comuna francesa na região administrativa de Altos da França, no departamento de Aisne. Estende-se por uma área de 2,17 km². Em 2010 a comuna tinha 175 habitantes (densidade: 80,6 hab./km²).